# 萨斯尼 (北部省)
萨斯尼（法語：Sassegnies，法語發音：[sasɲi]）是法国上法兰西大区北部省的一个市镇，位于该省东部，属于埃尔普河畔阿韦讷区。

## 地理
萨斯尼（50°10'45"N, 3°48'18"E）面积4.15 平方千米，位于法国上法蘭西大區北部省，该省份为法国最北部的省份及最长的省份，西北濒北海，西接加来海峡省，南至埃纳省和索姆省，东与比利时接壤。
与萨斯尼接壤的市镇（或旧市镇、城区）包括：贝尔莱蒙、勒瓦勒、洛基尼奥勒、桑布尔河畔努瓦耶勒。

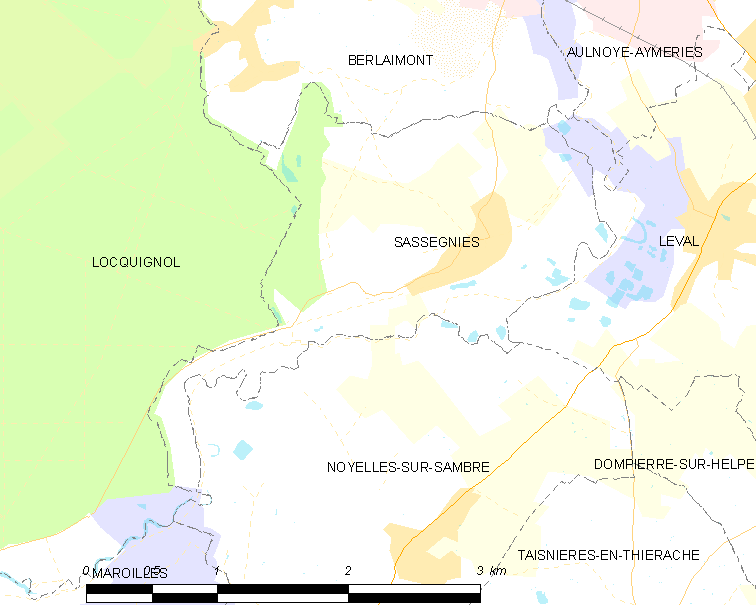
的OSM定位图

萨斯尼的时区为UTC+01:00、UTC+02:00（夏令时）。

## 行政
萨斯尼的邮政编码为59145，INSEE市镇编码为59556。

## 政治
萨斯尼所属的省级选区为欧努瓦-艾姆里县。

## 人口

1962-2008年间人口变化图示

萨斯尼于2022年1月1日时的人口数量为258人。